# Капанза
Капанза (каз. Қапанза) — упразднённое село в Сарыагашском районе Туркестанской области Казахстана. Входило в состав Жылгинского сельского округа. Код КАТО — 515463200. Исключено из учётных данных в 2010 году.

## Население
В 1999 году население села составляло 269 человек (142 мужчины и 127 женщин). По данным переписи 2009 года, в селе проживал 91 человек (47 мужчин и 44 женщины).